# Frederick Stark Pearson
Frederick Stark Pearson (Lowell, 3 de julho de 1861 – 7 de maio de 1915) foi um engenheiro eletricista e empresário industrial norte-americano.

## Biografia
Formado pela Universidade Tufts em 1883 participou do desenvolvimento do sistema de transporte elétrico da cidade de Boston. Foi nomeado em 1894 engenheiro chefe da rede metropolitana de ferrovias da cidade de Nova York. Esteve a frente no desenvolvimento dos projetos de hidro-elétricas dos Estados Unidos. Juntamente com investidores participou de importantes projetos de geração de energia na América do Norte e América do Sul, e Espanha.
A cidade de Barcelona, homenageou o engenheiro dando o seu nome a uma avenida do bairro de Pedralbes.

## Negócios
O seu império econômico incluia entre outras empresas:
- The São Paulo Tramway Light and Power Co. Ltda.  em que foi sócio de Alexander Mackenzie um dos diretores da empresa e que dá nome ao Prédio da Light.
- The Rio de Janeiro Tramway, Light and Power no Brasil, fundada no Canadá em conjunto com Percival Farquhar, posteriormente estas empresas foram unidas e formaram a Light;
- Bahia Tramway Light & Power Company;
- Mexican North Western Railway, a Mexican Tramway Company e a Mexican Light and Power Company no México;
- British American Nickel Company no Canadá;
- Barcelona Traction, Light and Power Company, na Espanha.

Em 1910, junto com Percival Farquhar, tentou assumir o controle de 20 mil milhas de rodovias nos Estados Unidos e criar um sistema transcontinental do Canadá ao Cabo Horn. A operação foi iniciada pela compra de ações da Rock Island System, mas fracassou e quase causou um colapso em Wall Street.

## RMSLusitania
Faleceu juntamente com a esposa no naufrágio do RMS Lusitania, navio transatlântico que afundou na costa sul da Irlanda em consequência do torpedeamento do submarino alemão U-20, na Primeira Guerra Mundial.